# Calycopsis gara
Calycopsis gara is een hydroïdpoliep uit de familie Bythotiaridae. De poliep komt uit het geslacht Calycopsis. Calycopsis gara werd in 1957 voor het eerst wetenschappelijk beschreven door Petersen. 